# 千葉県の資格者配置路線
千葉県の資格者配置路線（ちばけんのしかくしゃはいちろせん）とは、交通誘導警備業務に関し、道路又は交通の状況により、千葉県公安委員会が道路における危険を防止するため必要と認める路線である。当該路線で交通誘導警備業務を実施するにあたっては、交通誘導警備業務を実施する場所ごとに、交通誘導警備業務1級検定又は2級検定の合格証明書の交付を受けた警備員を1名以上配置しなければならない。

## 告示・施行
- 2007年7月10日：告示　　千葉県公安委員会告示第32号
- 2008年2月1日：施行
- 2016年1月1日：路線の見直しに伴い変更

## 路線一覧
|    | 路線名                           | 区間           |
| -- | -------------------------------- | -------------- |
| 1  | 国道6号                          | 千葉県内の区間 |
| 2  | 国道14号                         | 千葉県内の区間 |
| 3  | 国道16号                         | 千葉県内の区間 |
| 4  | 国道51号                         | 千葉県内の区間 |
| 5  | 国道126号                        | 全区間         |
| 6  | 国道127号                        | 全区間         |
| 7  | 国道128号                        | 全区間         |
| 8  | 国道296号                        | 全区間         |
| 9  | 国道297号                        | 全区間         |
| 10 | 国道356号                        | 全区間         |
| 11 | 国道357号                        | 千葉県内の区間 |
| 12 | 国道408号                        | 千葉県内の区間 |
| 13 | 国道409号                        | 千葉県内の区間 |
| 14 | 国道410号                        | 全区間         |
| 15 | 国道464号                        | 全区間         |
| 16 | 県道松戸野田線（県道5号）        | 全区間         |
| 17 | 県道市川浦安線（県道6号）        | 全区間         |
| 18 | 県道船橋我孫子線（県道8号）      | 全区間         |
| 19 | 県道千葉茂原線（県道14号）       | 全区間         |
| 20 | 県道千葉大網線（県道20号）       | 全区間         |
| 21 | 県道市川柏線（県道51号）         | 全区間         |
| 22 | 県道千葉鎌ヶ谷松戸線（県道57号） | 全区間         |
| 23 | 県道市川印西線（県道59号）       | 全区間         |
| 24 | 県道千葉臼井印西線（県道64号）   | 全区間         |
| 25 | 県道浜野四街道長沼線（県道66号） | 全区間         |
| 26 | 県道長沼船橋線（県道69号）       | 全区間         |
| 27 | 県道松戸原木線（県道180号）      | 全区間         |